# Бензель

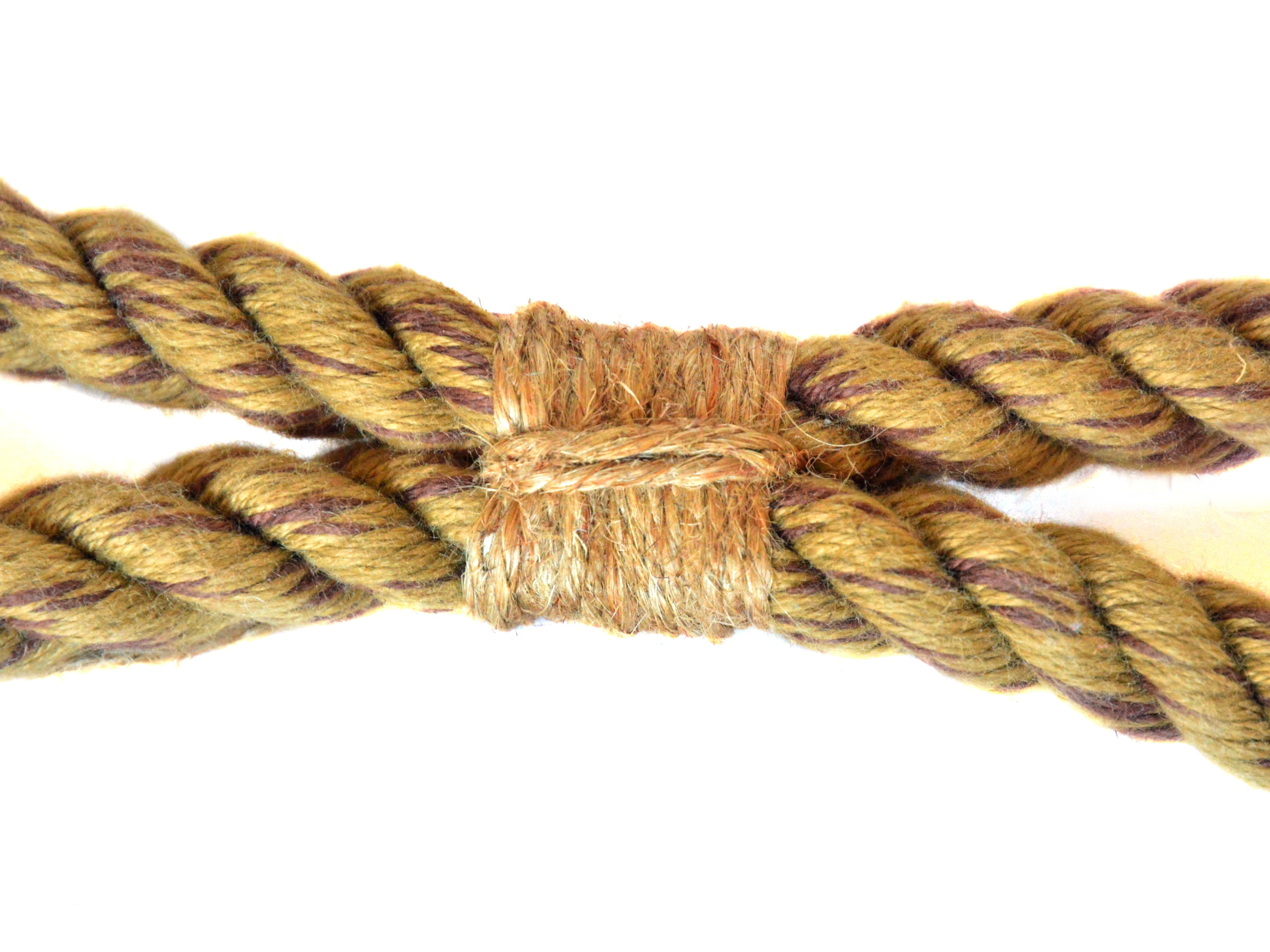
Круглий бензель з крижем

Бе́нзель (нід. benzel або від ниж.-нім. bensel) — перев'язування двох тросів тонким тросом (лінем). Перев'язування, зроблене товстим тросом (двох рангоутних дерев, двох тросів, дерева з тросом, наприклад, між лапками нижніх штагів на топі щогли) називається найто́вом (від нід. naaitouw).
Бензель утворюють кілька (до 10) шлагів, накладених впритул один до одного в один чи кілька шарів. На кінці ліня роблять петлю (вічко) і, склавши поруч обидва троси, починають обмотувати їх туго лінем, причому перший шлаг (оборот) виходить від просмикування ліня у вічко, а решта шлагів кладеться в зворотному напрямку. Для надійнішого укладання шлагів використовується так звана протаска: лінь, складений удвоє, петля якого розташовується з боку ходового кінця бензеля, а кінці пропускаються у вічко. Наклавши потрібну кількість шлагів, ходовий кінець бензеля просилюють через цю петлю і тягнуть її за кінці, витягаючи ходовий кінець у місці накладення вічка, після чого його затягають. Поверх першого шару шлагів можуть накладати ще один шар (такий бензель називається подвійним), причому теж з використовуванням протаски.
Для міцності бензель посилюють крижем — поперечною обв'язкою (крижують). Криж робиться з ходового кінця бензельного троса, кріпиться засувним штиком, а його вільний кінець закріплюється на одному зі зв'язуваних тросів вибленковим вузлом.
Розрізняють такі види бензелів: круглий (або прямий), корінний і плоский, крім того, окремо виділяють півбензелі. Круглий (прямий) бензель з'єднує два троси, що йдуть поруч (використовується для обв'язування стропів юферсів і блоків); кладеться з крижем тільки тоді, коли стягувані троси не можна притиснути впритул один до одного. Корінний бензель з'єднує два пересічни́х троси (ним виконують вічка на середині клівер- і стаксель-шкот-шкентелів, огони на середині шкентелів еринс-бакштагів та ін.), він завжди кладеться з крижем. Плоским бензелем кріпляться на рангоуті стропи з лапками. Півбензелем (одинарним бензелем) називають круглий бензель, накладений в один шар.